# Lía Bermúdez
Lía Bermúdez   (Caracas, 4 d'agost de 1930 - Caracas, 22 d'octubre de 2021) fou una artista plàstica i escultora veneçolana. Fou una de les tres escultores veneçolanes més importants, juntament amb Marisol Escobar i Gego.

## Biografia

### Primers anys (1930-1947)
Lía Bermúdez neix a Caracas el 4 d'agost de 1930. Inicia els seus estudis a l'Escola d'Arts Plàstiques de Caracas on estudia entre 1944 i 1946. Entre els seus professors van destacar Francisco Narváez i Ernest Maragall.

### Maracaibo i Taller LUZ (1947-1964)
Als 17 anys es casa amb Rafael Bermúdez i van anar a viure a la ciutat de Maracaibo. Allà es matricula a l'Escola d'Arts Plàstiques de Juliol Árraga, on conclou els seus estudis el 1950. A la ciutat és alumna del mestre Jesús Soto amb qui treballarà en els seus anys inicials.
El 1952 torna a Caracas i viatja a La Guaira, on coneix a l'important artista Armando Reverón. Pel 1959 emprèn la realització de tallers de pintura en barris de Maracaibo. El 1954 participa al Saló D'Empaire i el 1957 al Saló Oficial. El 1961 comença la seva carrera docent en LUZ, un taller artístic on dicta les càtedres de composició bàsica, expressió gràfica, teoria de la forma i fonaments del disseny. Allà inicia també les seves investigacions per a la seva obra.

### Inici en l'Informalisme i la Universidad del Zulia (1964-1980)
Un canvi significatiu en la seva evolució artística es produeix entre 1964 i 1968, influenciada per l'informalisme, tendència que la porta a l'experimentació amb altres materials. El 1966 exposa treballs recents en una mostra col·lectiva.
En el desenvolupament de la seva activitat professional es va exercir com a professora de disseny bàsic en la Facultat d'Arquitectura de la Universitat del Zulia i com a professora de comunicació gràfica de la mateixa universitat entre 1961 i 1980. El 1976 rep el premi d'escultura atorgat per la Direcció de Cultura de la UC.
La seva vocació com a promotora cultural la porta a convertir-se en directora de l'Institut Zulià de la Cultura (1979-1980), Secretària de Cultura de l'Estat de Zulia (1981-1982) i Directora de la Fundació del Centre d'Art de Maracaibo, on funciona el museu que porta el seu nom i càrrec que ocupa actualment.
Com a Secretària Cultural es van crear la Biblioteca d'Autors i Temes Zulians, el Fons Editorial de Zulia, el projecte de Museu d'Art Modern de Zulia, la Casa de Tradició de Maracaibo, el Vaixell Ecològic (projecte no concretat) i el Museu d'Arts Gràfiques.

### Nous projectes i difusió nacional (1980-1990)
El 1981 executa una escultura per l'escala de l'Hotel Intercontinental de Maracaibo i participa en exposicions col·lectives com Art constructiu veneçolà 1945-1965: gènesi i desenvolupament (GAN), Mostra d'escultura a Margarita (Museu Francisco Narváez) i en la I Biennal d'Arts Visuals (MACC).
El 1982 renúncia a la Secretaria de Cultura de l'Estat de Zulia i aquest mateix any participa en la mostra Exposició d'Escultures pel vintè aniversari del Parque del Este (1962-1982) i en la I Biennal Francisco Narváez. El 1983, el metre de Caracas convida a Lía per integrar una obra a l'arquitectura del primer tram Propatria-Chacaíto. Per a aquest projecte instal·la una escultura-relleu a l'Estació Col·legi d'Enginyers.
El 1985 col·loca un conjunt de peces escultòriques penjants a la Torre Polar, a la plaça Veneçuela (Caracas). També intervé en les col·lectives Escultura art en metall (Galeria Art Avui) i en Escultura 85. Seguidament és convidada a la III Biennal Francisco Narváez. Durant 1987 compon una peça de gran format per a la Torre Consolidada (avui Torre Corp Group - Caracas) i una escultura de grans dimensions situada al vestíbul de l'edifici de la Cort Suprema de Justícia. Exposa a la Galeria Gabriel Bracho i en la mostra Per la idea i la matèria (Galeria Durban).
El 1989, Sofía Imber organitza al Museu d'Art Contemporani l'exposició retrospectiva Escultures de Lía Bermúdez, conformada per pintures i escultures que resumien 45 anys de trajectòria artística.

### Trasllat a Caracas (1990-2000)
A la dècada del 1990, l'escultora dona continuïtat a la línia de treball desenvolupada en la dècada precedent, mantenint la seva idea de combinar plans en l'espai, construïts amb estructures de ferro i coberts amb resines plàstiques de colors.
El 1990 l'Ajuntament de Maracaibo i la Societat Dramàtica de Maracaibo li organitzen un homenatge amb motiu del seu trasllat a Caracas, el qual va incloure l'obertura d'una exposició al Centre de Belles Arts de Maracaibo i el lliurament del Premi Lia Bermúdez (destinat a guardonar una figura regional). El 1993 participa a la I Biennal Gran Premi Dimple i al Centre de Belles Arts de Maracaibo.
El 1994 intervé en l'exposició col·lectiva Formes concretes (Galeria Art Nouveau) i el 1997 rep l'Ordre Rafael María Baralt conferida per l'Assemblea Legislativa de l'Estat de Zulia.

### Reconeixement artístic (2000 - present)
L'any 2006 rep el premi més artístic de Veneçuela; el Premi Nacional d'Arts Plàstiques.

## La seva obra
Lia inicia la seva activitat artística realitzant pintures figuratives, així com de les tendències del neoplasticisme i el constructivisme, on desenvolupa obres abstractes (tant planes com tridimensionals) on el seu material fonamental en el cas d'escultura són el ferro i coure. Entre les obres que destaquen d'aquest període es troben el disseny en relleu de ciment de l'Edifici Costa Blava (Maracaibo). Cap a la decada del 1960, influenciada per l'informalisme, treballa amb materials com ferralla, barres de ferro, filferros, claus, i làmines de metall, i desenvolupa obres amb relleu i escultures. A la dècada del 1980 experimenta amb materials com lona, ferro i fibra de vidre, i destaca com a obra de la seva creació l'escala de l'Hotel Intercontinental de Maracaibo.

## Exposicions individuals
- 1957, Escultura y pintura, Centre de Belles Arts, Maracaibo.[2][4][5][6]
- 1966, Escultura, Ateneu de Valencia, Edo, Carabobo.[4][5][6]
- 1967, Escultura, Ateneu de Caracas.[2][5]
- 1971, Escultura, Centre de Belles Arts, Maracaibo.[2][5]
- 1973, Pintura, Centre de Belles Arts, Maracaibo.[5]
- 1976, Escultura de Lía Bermúdez, Taller d'Arts Visuals, LUZ.[5]
- 1978, Escultura, Facultat d'Humanitats, LUZ.[5]
- 1979, Sculptures of Venezuela, Museu d'Art Modern d'Amèrica Llatina, OEA, Washington.[4][5][6]
- 1988, Centre Armitano d'Art, Caracas.[5]
- 1989, Esculturas 1944-1989, Museu d'Art Contemporani de Caracas (MACC),.[4][5][6]
- 1990, El espacio como poesía sensible: homenaje de la ciudad de Maracaibo, Centre de Belles Arts, Maracaibo.[5]
- 2000, Lía Bermúdez. Obras urbanas, Fundació Banc Provincial, Caracas.[5]
- 2006, Lía Bermúdez, Centre d'Art Daniel Suárez, Caracas.[5]
- 2007, Una antología cromática dedicada a Lía Bermúdez, Museu d'Art Contemporani del Zulia.[5]
- 2014, Lía Bermúdez. Exhibition, Art Nouveau Gallery, Miami.[5]
- 2017, Lía Bermúdez. AKALIA, Art Nouveau Gallery, Miami.[5]

## Premis
- 1957, Menció honorífica en pintura, iv Saló D'Empaire.[2][4][5]
- 1958, Segon premi de pintura, v Saló D'Empaire.[2][4][5]
- 1961, Menció honorífica en pintura, viii Saló D'Empaire.[4][5]
- 1963, Premi Escultura Shell de Veneçuela, ix Saló D'Empaire.[2][5]
- 1966, Premi UC, xxiv Saló Arturo Michelena / Premi Rotary Club d'escultura, xi Saló D'Empaire.[4][5]
- 1969, Premi Executiu de l'Estat Zulia d'Escultura, xii Saló D'Empaire.[5]
- 1973, Premi Julio Morales Lara, xxxi Saló Arturo Michelena.[5]
- 1976, Premi Nacional d'Escultura, Petit i Mig Format, Valencia, Edo. Carabobo.[5]
- 2006, Premi Nacional d'Arts Plàstiques de Veneçuela.[6]

## Altres reconeixements

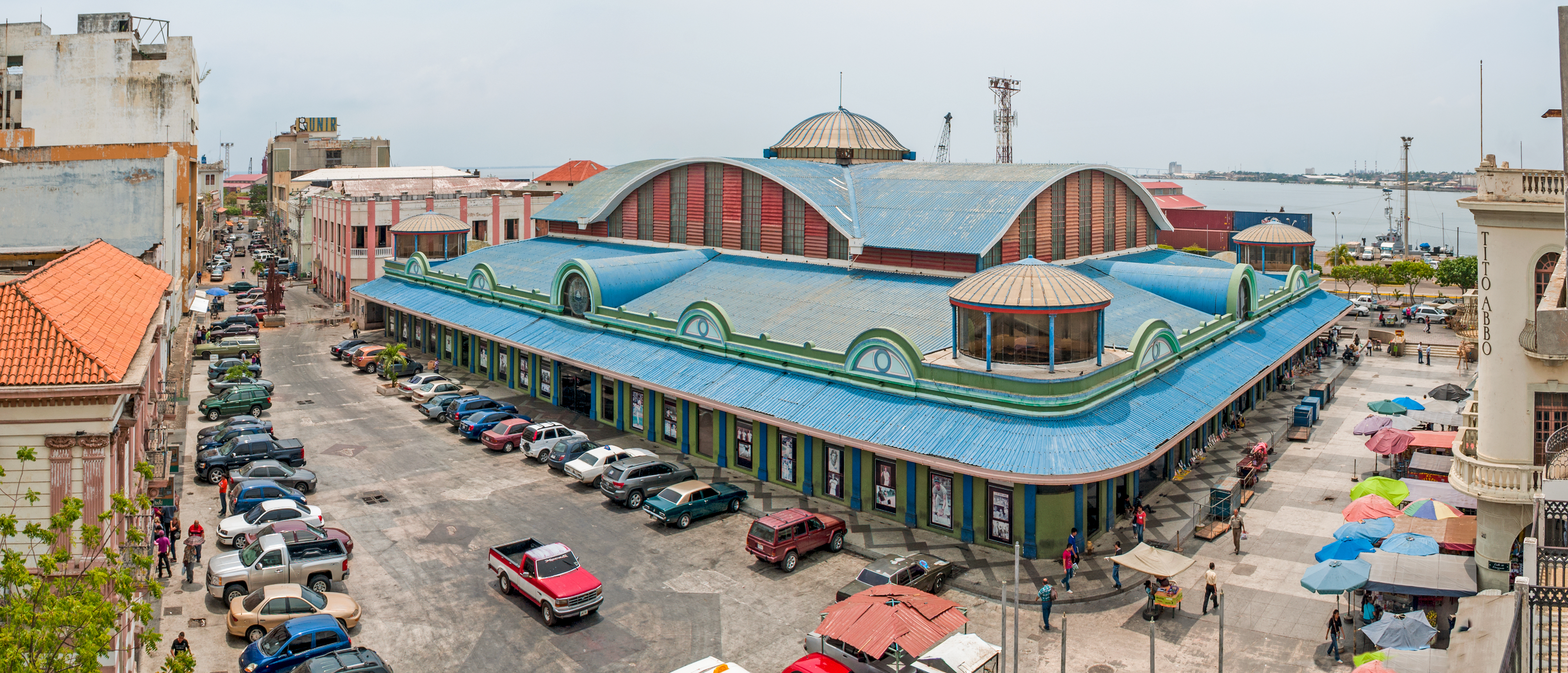
Centre d'Art de Maracaibo Lía Bermúdez

El Centre d'Arts de Maracaibo porta el seu nom.
- 1977, Orde Ciutat de Maracaibo, en Primera Classe, conferida pel Consell Municipal de Maracaibo.
- 1979, Orde d'Andrés Bello, en Tercera Classe, conferida pel Ministeri d'Educació de la República de Veneçuela.
- 1988, Orde del Libertador, en Grau de Cavaller, conferida per la Presidència de la República a través de la Corte Suprema de Justícia.
- 1989, Orde Francisco de Miranda, en Primera Classe, conferida pel Ministeri de la Cultura a través del Ministeri de la Secretaria de la Presidència de la República.
- 1990, Creació de la Fundació Centre d'Art de Maracaibo Lía Bermúdez, Estat de Zulia.
- 1995, Condecoració Armando Reverón, en la seva Única Classe, conferida per la Gobernació de l'Estat de Zulia.
- 1997, Orde Rafael María Baralt, en Primera Classe, conferida per l'Assemblea Legislativa de l'Estat de Zulia.
- 2001, Orden San Sebastián, en Primera Classe, conferida por l'Alcaldia de Maracaibo.
- 2002, Botó de la Zulianidad, conferit per la Gobernació de l'Estat de Zulia.
- 2005, Doctorat Honoris Causa, conferit per la Facultad Experimental d'Arte de la Universitat del Zulia.
- 2005, Creació de l'Orde a l'Art Lía Bermúdez, per la Universitat Rafael Belloso Chacín.
- 2005, Artista homenatgeada de la xiv Fira Internacional d'Art de Caracas, FIA.
- 2010, Artista convidada a la Fira Internacional d'Arts i Antiguitats de Maracaibo, FIAAM.
- 2012, Orde Lago de Maracaibo, de Primera Clase.
- 2013, Doctorat Honoris Causa, conferit per la Universitat Nacional Experimental Rafael María Baralt.